# Mestni promet Postojna
Mestni promet Postojna se izvaja pod nazivom Furman na 4 avtobusnih progah na območju mesta Postojna.

## Izvajalec
Podeljeno koncesijo javnega mestnega prometa izvaja podjetje Avrigo.

## Vozovnice
Prevoz je brezplačen.

## Seznam prog mestnega prometa
| št. | relacija | delavnik                                          | sobota                                  | nedelja in praznik                      |
| --- | --- | ------------------------------------------------- | --------------------------------------- | --------------------------------------- |
| 1   | Kazarje > Zgornji Burger > Kremenca > Kazarje Kazarje > Liv > Zgornji Burger > Kremenca > Kazarje                                                                       | 8.16 - 9.40 & 11.10 & 15.10 - 17.10 10.38 & 14.39 | 8.16 - 9.40 & 11.10 10.38               | -                                       |
| D   | Vilka Kledeta > Zgornji Burger > Kremenca > Liv | 5.52                                              | -                                       | -                                       |
| Š   | Jutranja 1: Javorniška pot > Poljane > Kremenca > Stara vas > Spodnji Burger                                                                                            | 7.04                                              | -                                       | -                                       |
| Š   | Jutranja 2: Javorniška pot > Poljane > Kremenca > Spodnji Burger Zalog > Spodnji Burger                                                                                 | 7.49 8.05                                         | -                                       | -                                       |
| Š   | Jutranja 3: Vojkova > Kremenca > Stara vas > Spodnji Burger | 7.59                                              | -                                       | -                                       |
| Š   | Popoldanska: Knjižnica > Spodnji Burger > Zalog > Poljane > Zgornji Burger > Javorniška pot Knjižnica > Spodnji Burger > Vojkova > Kremenca > Stara vas > Šolski center | 13.52 14.20                                       | -                                       | -                                       |
|     | Železniška postaja – Center – Postojnska jama – Predjamski grad (vozi primestni avtobus)                                                                                | Z 10.30 & 13.50 - 15.30; P 9.13 - 16.40           | Z 10.30 & 13.50 - 15.30; P 9.13 - 16.40 | Z 10.30 & 13.50 - 15.30; P 9.13 - 16.40 |

Legenda:
- Z - 1. november - 30. april
- P - 1. maj - 31. oktober

## Zgodovina
Seznam ukinjenih prog mestnega prometa
| št. | relacija                                            | obdobje obratovanja              | razlog ukinitve |
| --- | --------------------------------------------------- | -------------------------------- | --------------- |
| 2   | Kazarje – Poljane Kazarje > Liv > Poljane > Kazarje | 31. maj 2010 - 1. september 2012 |                 |

## Shema prog mestnega prometa
- Grafična shema[mrtva povezava]

## Avtobusi
- 1× Mercedes-Benz Sprinter 518 CDI